# 通州駅
通州駅（つうしゅうえき）は中華人民共和国北京市通州区にある、中国鉄路総公司（CR）京哈線の駅。北京駅から20km、ハルビン駅から1228kmの位置にある。北京鉄路局所属の三等駅に設定されている。

## 駅周辺
- 合心超市
- 東里菜市場
- 新城東里幼稚園
- 中美総合神経科学研究院
- 通州区中西医結合医院
- 東方化工廠生活区

## 歴史
- 1901年 - 開業。
- 2019年 - 北京市郊外鉄道城市副中心線開業。[1]

## 隣の駅
中国鉄路総公司
京哈線
双橋駅 - 通州駅 - 燕郊駅